# Турбінов Дмитро Юрійович
Дмитро Юрійович Турбінов (1979 ? — 25 листопада 2003, Сімферополь) — рядовий внутрішніх військ України. Загинув під час служби від ножового поранення хулігана. 20 грудня 2003 року посмертно нагороджений орденом «За мужність» ІІІ ступеня.
Наказом командувача ВВ МВС України Турбінову було посмертно присвоєно військове звання «прапорщик», а Президія Верховної Ради Автономної Республіки Крим нагородила його відзнакою АРК «За вірність обов'язку».